# Daniel Orozco
Daniel Orozco Álvarez, deportivamente conocido como Orozco (Fuengirola, Málaga, 19 de febrero de 1987) es un exfutbolista español. Jugaba como defensa central y actualmente está retirado.

## Trayectoria
Orozco se formó en el club de su ciudad natal, la UD Fuengirola, con la que llegó a jugar en Tercera División. La temporada 2007/08 se incorporó al Málaga CF, para jugar en el filial, también en Tercera, alternando con el primer equipo. Fue uno de los puntales del equipo que disputó, sin éxito, la promoción de ascenso a Segunda División B, la temporada 2008/09. Sin embargo, tuvo la oportunidad de dar el salto de categoría, ya que para la siguiente campaña fichó por el Unión Estepona CF.
En su nuevo equipo gozó de pocos minutos de juego y, a mitad de temporada, el Atlético Malagueño decidió repescarlo en el mercado invernal. Apenas un mes después le llegó la oportunidad de debutar con el primer equipo en Primera División. Lo hizo en el Estadio de Mestalla, el 24 de marzo de 2010, en un encuentro en que el Valencia CF se impuso por la mínima a los malagueños realizando un gran encuentro. Esa temporada la concluyó en la Primera División disputando varios partidos como titular, como lo hizo ante Valencia, Sevilla o Getafe. 
Tras tener varias ofertas de Europa, finalmente recaló en el Asteras Tripolis de Grecia por 3 temporadas. Tras la primera, disputó un total de 22 encuentros, con un total de 2 goles anotados en Liga, ante Olympiacos Volou y Aris Salonica.
Al acabar su contrato fichó por una temporada con el Lombard-Pápa TFC húngaro.
Actualmente está sin equipo.

## Clubes
| Club              | País    | Año       |
| ----------------- | ------- | --------- |
| UD Fuengirola     | España  | 2006-2007 |
| Málaga CF B (*)   | España  | 2007-2009 |
| Unión Estepona CF | España  | 2009-2010 |
| Málaga CF         | España  | 2009-2010 |
| Asteras Tripolis  | Grecia  | 2010-2013 |
| Lombard-Pápa TFC  | Hungría | 2013-2014 |

(*) Hasta 1999 el Atlético Malagueño se llamó Málaga CF B